# Коламбус (Северна Дакота)
Коламбус (енгл. Columbus) град је у америчкој савезној држави Северна Дакота.

## Демографија
По попису из 2010. године број становника је 133, што је 18 (-11,9%) становника мање него 2000. године.
| Група             | 2000.       | 2010.       |
| Белци             | 149 (98,7%) | 127 (95,5%) |
| Афроамериканци    | 1 (0,7%)    | 2 (1,5%)    |
| Азијати           | 1 (0,7%)    | 3 (2,3%)    |
| Хиспаноамериканци | 0 (0,0%)    | 0 (0,0%)    |
| Укупно            | 151         | 133         |